# Suffixes et préfixes en anatomie
Note. Cliquez sur le lien correspondant pour transférer rapidement le mot : nom commun, adjectif, verbe ou autre.
Depuis l’activation de la fonction Special:Import, il est vivement recommandé  de contacter un administrateur du Wiktionnaire pour procéder à l’importation de la page ainsi que de tout l’historique vers ce dernier.
En anatomie comme en biologie ou en médecine, on utilise fréquemment certains suffixes ou préfixes relatifs à certains organes ou relatif à certaines caractéristiques 
- adéno relatif à une glande. Exemple Adénome.
- Adréno relatif à la glande surrénale. Exemple Adrénaline.
- Amylo du grec Amuolos (farine, amidon). Exemple Amyloïde
- Angio relatif aux vaisseaux sanguins. Exemple angiogénèse.
- Blaste : suffixe du grec ancien βλαστός, « germe » (se référant à une cellule immature): Exemple Neuroblaste.
- hépato relatif au foie. Exemple Hépatite.
- Hémo-hémato relatif au sang. Exemple Hémoglobine, Hématies.
- histo relatif aux tissus biologiques. Exemple Histologie.
- cardio relatif au cœur. Exemple Cardiopathie.
- Cephalo relatif au cerveau. Exemple Céphalée.
- chondro relatif au cartilage (du grec ancien χόνδρος / chondros, « cartilage »). Exemple chondropathie.
- Colpo relatif au vagin  : Exemple Colpoplexie
- cyto relatif à la cellule. Exemple Cytokines.
- splén relatif à la rate. Exemple Splénomégalie.
- Thymo relatif au thymus. Exemple Thymectomie.
- Stetho relatif au thorax. Exemple Stethoscope.
- Gastro relatif à l'estomac. Exemple Gastroplastie.
- Gnatho relatif à la mâchoire. Exemple micrognathie, prognathisme.
- Gonado relatif aux glandes productrices de gamètes. Exemple hypogonadisme, gonadotrope.
- entéro relatif à l'intestin. Exemple Entérite.
- Idio : préfixe relatif au caractère individuel, qui lui est propre. Exemple idiosyncrasie, idiopathie.
- Lipo ou steato relatif à la graisse. Exemple Lipase.
- Orchido relatif au testicule. Exemple : Orchidomètre
- phrénique relatif au diaphragme
- pyo : du grec ancien πῦον, puon (pus, exsudat). Exemple Pyogène, pyohémie.
- myo relatif au muscle. Exemple myopathie.
- néphro relatif au rein. Exemple néphrite.
- cœliaque relatif à la cavité abdominale : Exemple Coelioscopie.
- Uro : Du grec ancien οὐρέω ouréô relatif à l' urine : Exemple : Hématurie, Albuminurie.
- Ur :  aussi à la queue dans le monde animal. Exemple : Oxyures.
- Acro : relatif à une extrémité , exemple acromégalie.
- Alb : relatif au blanc, exemple Albumine, Albinos.
- Cèle : du grec ancien κοῖλος Koïlos (hernie), relatif à une descente d'organe. Exemple Rectocèle, Hystérocèle.
- Copro : relatif aux excréments : Exemple Coprostase.
- Cyan : relatif au Bleu, exemple Cyanose.
- Erythro : Préfixe du grec ancien ἐρυθρός « rouge » : Exemple Erythrocyte.
- Esthésie : relatif à la sensation, la perception, la sensibilité : Exemple hypoesthésie, paresthésie

- pro : ce qui se situe au début (par exemple le pronéphros est le néphrotome créé en premier sur la ligne des néphrotomes)
- Drome : du Grec ancien "course" exemple syndrome , chondrome.
- méso : ce qui se situe au milieu. Exemple Mésoderme.
- méta : ce qui se situe à la fin,  idée de changement. Exemple : Métastase.
- Mètre : Du grec ancien μήτηρ mếtêr ou μήτρα mếtra (relatif à la matrice, l'utérus) : Exemple endométriose.
- Poïeto : Suffixe du grec ancien ποιητικός « fabriquer, à confectionner » :  Exemple Hématopoïétique.
- endo : situé en dedans (par exemple l'endoderme est le feuillet interne de l'embryon qui formera quasiment tout le tube digestif)
- Glyco : relatif à un sucre (du Grec ancien Glukus sucré,doux) exemple : glycémie.
- Hypo : situé en dessous. Exemple hypoglycémie.
- épi : situé en dessus (par exemple l'épiderme est la couche la plus superficielle de la peau).
- Ectro : suffixe relatif à une absence, développement imparfait : Exemple Ectrodactylie.
- Kérato : souvent relatif à la cornée, le radical du mot kérato correspond au grec ancien κέρας / kéras, au génitif κέρατος / kératos, « corne ». Ce suffixe est aussi utilisé pour certaines protéines fibreuses ( notamment Kératine). Exemple : Kératose, kératotome.
- Léio : Suffixe relatif aux muscles lisses : Léiomyome.
- Leuco : prefixe relatif aux globules blancs (du Grec "Leukos") exemple : leucocytes, leucémie.
- Lœmo : relatif à la peste : Exemple Lœmographie, lœmologie.
- Malacie : suffixe venant du grec μαλακία Malakia « mollesse », relatif au ramollissement. Exemple Cérébromalacie.
- Méro : Du Modèle:Étyl (Cuisse) : Exemple Mérocèle, Méralgie.
- Nécro : Du grec ancien νεκρός, necros « mort » : Exemple Nécrose.
- Olig : suffixe mentionnant une petite quantité, une diminution : Exemple Oligodactylie.
- Ome : suffixe relatif à une tumeur, exemple : lymphome.
- Ortho : prefixe relatif au redressement, mise en ligne : exemple orthopédie
- Onco : prefixe relatif aux cancers (du Grec ancien Onkos , masse, tumeur) exemple : Oncologie, oncogénicité.
- Ops : suffixe relatif à la vue, la vision : Exemple Autopsie.
- Osm : suffixe relatif à l'odorat, l'odeur : Exemple Anosmie.
- Page : suffixe relatif à des organes liés, du grec ancien πάγη, págê (lien, attache) : Exemple : Craniopage, Ischiopage.
- Pénie : suffixe du grec ancien πενία, penía « déficience, pauvreté » : exemple Leucopénie.
- Pexie : du Grec ancien πῆξις, pexis : fixation, reconstruction : Exemple Hysterocystopexie.
- Ptôse : suffixe venant du grec ancien πτῶσις, ptôsis, relatif à une chute : Exemple Nephroptose
- Rhabdo : suffixe relatif aux muscles striés : Exemple Rhabdomyocyte.
- Rraphie du Grec Raphê (couture) : suffixe relatif à la suture d'une plaie d'organe. Exemple : Gastrorraphie, Rhinorraphie.
- some : suffixe relatif au corps (soma en Grec) exemple liposome.
- Splanchn : suffixe issu du grec ancien σπλάγχνον, splagkhnon ( entrailles, viscères) : Exemple Splanchnologie
- sténo : suffixe relatif à un rétrécissement (du Grec Stenos "Étroit") exemple: sténose
- ase : suffixe relatif à des réactions sur des enzymes
- ose : suffixe décrivant l'état d'une pathologie (non inflammatoire). Exemple silicose
- Plasie : suffixe issu du grec ancien πλάσις, plásis « action de façonner, de modeler »: Exemple Néoplasie.
- ite :  pathologie provoquant une inflammation de tissus. Exemple sinusite.
- Stase : suffixe relatif à la stabilisation, l'équilibre. Exemple : Hémostase.
- tomie : suffixe relatif à une incision, ablation
- trope : suffixe relatif à une affinité, un accroissement de fonction. Exemple: psychotrope.
- trophe : relatif à la croissance, à une action de nourrir. Exemple Atrophie (a-privatif et nourriture)
- Ulie : Du grec ancien οὖλον-oũlon, relatif à la gencive : Exemple : Ulite, Ulorrhagie
- lyse : relatif à la dissolution (Grec ancien Lysos) exemple : Lipolyse dégradation des lipides.